# Astathes purpurea
Astathes purpurea là một loài bọ cánh cứng trong họ Cerambycidae.